# Aenictus asantei
Aenictus asantei är en myrart som beskrevs av Campione, Novak och William H. Gotwald, Jr. 1983. Aenictus asantei ingår i släktet Aenictus och familjen myror. Inga underarter finns listade i Catalogue of Life.